# Montana (cómic)
Montana (Jackson W. Brice) es un personaje ficticio que aparece en los cómics estadounidenses publicados por Marvel Comics. Es uno de los miembros fundadores de Enforcers, un equipo de asesinos generalmente empleados por jefes del crimen como Big Man, Duende Verde y Kingpin, y una amenaza recurrente para los superhéroes Spider-Man y Daredevil.
El personaje ha aparecido en numerosas adaptaciones de medios, sobre todo adoptando la personalidad de Shocker tanto en la serie animada The Spectacular Spider-Man como en la película de acción en vivo Marvel Cinematic Universe Spider-Man: Homecoming (2017), donde fue interpretado por Logan Marshall-Green.

## Historial de publicaciones
Montana apareció por primera vez en The Amazing Spider-Man # 10 (marzo de 1964), y fue creado por Stan Lee y Steve Ditko.
El personaje aparece posteriormente en The Amazing Spider-Man # 14 (julio de 1964), # 19 (diciembre de 1964), The Amazing Spider-Man Annual # 1 (1964), Marvel Team-Up # 39-40 (noviembre-diciembre de 1975), The Spectacular Spider-Man # 19-20 (junio-julio de 1978), Dazzler # 7-8 (octubre-septiembre de 1981), Marvel Team-Up # 138 (febrero de 1984), Tales of the Marvels: Inner Demons # 1 ( 1996), Civil War: War Crime # 1 (febrero de 2007), Daredevil # 99-100 (septiembre-octubre de 2007), n.º 102 (enero de 2008) y The Amazing Spider-Man # 562-563 (agosto de 2008).
Montana apareció como parte de la entrada "Enforcers" en el Manual Oficial de Marvel Universe Deluxe Edition # 4.

## Biografía del personaje ficticio
Jackson Brice nació en Bozeman, Montana. Junto con Fancy Dan (Daniel Brito) y Ox (Raymond Bloch), fue miembro fundador de los Enforcers. Tiene gran habilidad con el lariat.
Montana, Fancy Dan y Ox hacen su primera aparición bajo el empleo del Big Man (Frederick Foswell). Durante este tiempo, tienen su primer encuentro con su némesis de mucho tiempo, Spider-Man. Durante su primera pelea contra el lanzaredes, las habilidades lazo de Montana inicialmente tuvieron éxito pero Spider-Man derrota al trío.
Durante los próximos años, Montana y el equipo serían empleados por Lightmaster en uno de sus muchos esquemas, lo que los pondría nuevamente en conflicto con Spider-Man, con resultados similares. Luego prestarían sus servicios a Tech-Master en su plan de venganza contra Harry S. Osgood, solo para ser derrotado por Dazzler. Montana y el equipo también se enfrentarían a She-Hulk en un momento dado.
Después de la historia de "Civil War" de 2006, Montana, Ox (Ronald Bloch) y Fancy Dan se reúnen para trabajar para Mister Fear, que los enfrenta directamente contra Daredevil. Después del arresto de Mister Fear, los Enforcers son aceptados por la organización de Capucha.
Tras los acontecimientos de la historia de 2008 "Spider-Man: Brand New Day", los Enforcers son patrocinadores en el Bar sin nombre. toman apuestas con una persona que se hace llamar "The Bookie", sobre si Spider-Man se presentará a la batalla "Basher", un villano desconocido que afirmó haber luchado contra Spider-Man. Spider-Man aparece, pero se revela como falso cuando aparece el verdadero lanzaredes. Los Enforcers deciden vengarse de The Bookie, capturarlo. El padre de Bookie llama a Spider-Man para que lo ayude, y él acepta ayudar. Spider-Man vence a Fancy Dan y Montana.
En el arco de la historia "Kill To Be You", Montana es la mano derecha del Kingpin (Wilson Fisk), y muestra desprecio hacia el Hobgoblin (Phil Urich). Cuando Spider-Man y Black Cat vienen a robar el Reverbium, Montana cae por una ventana hacia su muerte mientras Hobgoblin salva a Kingpin. Hobgoblin bromeó cruelmente que "todos lo extrañarán, excepto el pavimento".
Durante la historia "Dead No More: The Clone Conspiracy" 2016 - 2017, Montana se encuentra entre los villanos clonados por la empresa de Miles Warren, New U Technologies. Está involucrado en una pelea con los otros supervillanos clonados hasta que se rompe por el clon del Prowler.

## Otras versiones
En la línea de tiempo futura de la miniserie Tierra X de 1999, Montana había mutado donde desarrolló la habilidad de cambiar sus manos en lazos. Él y sus compañeros Ejecutores serían contratados como pesados para proteger al presidente Norman Osborn. Esta protección demostró ser ineficaz cuando el Cráneo llegó a Nueva York para hacerse cargo de América. Él tomó el control de Montana y los demás y luego asesinó a Osborn. El destino de Montana después de la derrota del Cráneo sigue sin revelarse.
En Spider-Man Noir, Montana y los otros Enforcers son musculosos para el jefe criminal conocido como el Duende.
La encarnación Ultimate Marvel de Montana es Montana Bale, un empleado del Kingpin en Nueva York junto con Fancy Dan (Dan Crenshaw) y Ox (Bruno Sanchez).

## En otros medios

### Televisión
- Montana aparece en la serie Spider-Man de los años 60, con la voz de Bernard Cowan. Esta versión se conoce como Cowboy y fue retratado como siendo más inteligente. Él trabaja con Ox mientras son contratados para robar planos para el Plotter.
- Montana aparece como Shocker en la serie animada The Spectacular Spider-Man, con la voz de Jeff Bennett.[16] Al igual que en los cómics, esta versión es el líder de los Enforcers y el dueño del Big Sky Lounge, un bar frecuentado por los criminales de la ciudad de Nueva York.[17] El personaje fue elegido para actuar como la versión de Shocker del programa porque el productor Greg Weisman sintió que era más interesante y "amenazante" que Herman Schultz, el alter ego de Shocker en los cómics.[1] El traje Shocker de Montana es similar al material de origen con pequeñas diferencias, incluidas gafas y guanteletes de vibración más grandes.[18] Introducido en el episodio piloto "Survival of the Fittest", Montana y los Enforcers son contratados por Hammerhead para matar a Spider-Man para el señor del crimen Tombstone.[19] En "Market Forces", Montana se pone un traje de alta tecnología robado de Tricorp con guanteletes generadores de ondas de choque y se convierte en el "Shocker" para completar su contrato con Tombstone. A pesar de vencer al lanzaredes durante su primer encuentro, Shocker es capturado cuando Spider-Man lo atrapa en un teatro que se derrumba.[20] En "Group Therapy", Shocker escapa de la prisión con otros cinco supervillanos para formar los Seis Siniestros. El grupo inicialmente abruma a Spider-Man, pero el traje negro del lanzaredes luego toma el control de su cuerpo para derrotarlos.[21] A partir de la segunda temporada, Shocker dejó a los Seis Siniestros para unirse a los Enforcers.[22] En "Probable Cause", Tombstone contrata a Shocker y los "New Enforcers" para robar el Depósito Federal de Oro, pero Spider-Man interviene y Hammerhead sabotea su escape para usurpar a Tombstone, lo que resulta en el encarcelamiento de los New Enforcers.[23] En "Opening Night", habiendo sido encarcelado en la Bóveda, Montana y los otros reclusos son liberados por el Duende Verde para cazar a Spider-Man, quién ha quedado atrapado en la prisión. Sin embargo, todos los villanos son recapturados después de que Walter Hardy llena el complejo con gas somnífero.[24]
- Montana aparece en Ultimate Spider-Man: Web Warriors, con la voz de Troy Baker.[25] Aparece en el episodio "Pesadilla en las Fiestas" junto con Fancy Dan y Ox para luchar contra Spider-Man mientras los Enforcers roban un camión de Oscorp.

### Cine
Jackson Brice aparece en la película de acción real de Marvel Cinematic Universe Spider-Man: Homecoming (2017), retratado por Logan Marshall-Green. Esta versión es miembro de la empresa criminal de Adrian Toomes y maneja una versión modificada del guantelete emisor de vibraciones de Crossbones. Después de ser despedido por Toomes por atraer la atención de Spider-Man, Brice amenaza con exponer la operación a la familia de Toomes. Mientras intenta intimidarlo con una de las armas de Phineas Mason, Toomes lo mata sin darse cuenta antes de pasarle el guante y el manto Shocker a Herman Schultz.

### Mercancía
En 2009, Hasbro lanzó una figura de acción de Shocker en su ola de juguetes "Spider Charged" basada en la serie animada The Spectacular Spider-Man.